# Johnny Rep
John Nicholaas "Johnny" Rep, född 25 november 1951 i Zaandam, Nederländerna, är en före detta professionell fotbollsspelare och numera tränare.
Rep spelade som högerytter och center som spelade två VM-finaler med nederländska landslaget vid VM 1974 och VM 1978. Han var med om flera av Ajax triumfer i början av 1970-talet. 1973 gjorde han matchens enda mål i Europacupfinalen mot Juventus.

## Meriter
- Holländsk ligamästare 1972
- Fransk ligamästare 1981
- Holländsk cupvinnare 1972
- Europacupen 1972, 1973
- Interkontinentala cupen 1972
- Uefa Super Cup 1974
- 42 landskamper/12 mål
  - VM 1974, 1978
    - VM-silver 1974, 1978

  - EM 1976, 1980
    - EM-brons 1976